# Paralimnophila skusei
Paralimnophila skusei är en tvåvingeart. Paralimnophila skusei ingår i släktet Paralimnophila och familjen småharkrankar.

## Underarter
Arten delas in i följande underarter:
- P. s. skusei
- P. s. kumarensis